# كريما
كريما (بالإيطالية: Crema)، مدينة إيطالية في مقاطعة كريمونا بإقليم لومبارديا في شمال البلاد. بنيت على بجانب نهر سيريو على بعد 43 كم من مدينة كريمونا.مساحتها 35 كيلومتر مربع، ترتفع 79 متراً عن سطح البحر ويبلغ عدد سكانها ما يقارب ال 35 الف نسمة. النشاط الاقتصادي الرئيسي في كريما تقليديا يتصل بالزراعة وتربية الماشية، ولكن صناعاتها تشمل الآن الجبن وو منتجات الحديد والقطن والصوف والمنسوجات.

## السكان
في سنة 1861 بلغ عدد السكان 15٬975 نسمة، وتطور العدد ليصل في سنة 2011 لـ 33٬091 نسمة.
يظهر هذا المخطط البياني تطور النمو السكاني لـ كريما

## توأمة
لكريما اتفاقيات توأمة مع:
- مولن

## أعلام
- جيوفاني موريتي
- ريكاردو فيري
- كارلو مارتيني
- أليسيو مانزوني
- أليسيو تاكيناردي
- ماريو بيرجامشي
- ريناتو أولمي
- مارفين ماييتي